# Agrostis valvata
Agrostis valvata é uma espécie de gramínea do gênero Agrostis, pertencente à família Poaceae.